# Saturday Night (Bay City Rollers)
"Saturday Night" is een nummer van de Schotse band Bay City Rollers. Het verscheen op hun debuutalbum Rollin' uit 1975. Op 29 juni 1973 werd het in eerste instantie uitgebracht als single, maar het werd geen hit. In 1975 verscheen het opnieuw en behaalde het wel succes.

## Achtergrond
"Saturday Night" is geschreven en geproduceerd door Bill Martin en Phil Coulter. Het lied staat bekend om de intro, waarin het woord "Saturday" op een ritmische manier wordt gespeld. De originele versie van het nummer werd in 1973, gezongen door Nobby Clark, in het Verenigd Koninkrijk als single uitgebracht, maar deze deed niets in de hitlijsten. In 1974 werd het met zang van Les McKeown, de vervanger van Clark, opnieuw opgenomen voor het album Rollin'. Deze versie werd in een aantal landen als single uitgebracht en werd een nummer 1-hit in zowel de Amerikaanse Billboard Hot 100 als in Canada. In Nederland piekte het op de derde plaats in de Top 40 en de tweede plaats in de Nationale Hitparade, terwijl in Vlaanderen de vijfde positie in een voorloper van de Ultratop 50 werd gehaald.
"Saturday Night" is gecoverd door onder meer Hi-Standard. Tevens kwam een cover van Ned's Atomic Dustbin voor in de film So I Married an Axe Murderer uit 1993. In Canada werden twee versies van de band Monster Truck en de combinatie Jane's Party en Shawnee Kish gebruikt voor de uitzendingen van de National Hockey League. Volgens Tommy Ramone werd de roep "Hey! Ho! Let's go!" uit het Ramones-nummer "Blitzkrieg Bop" geïnspireerd door "Saturday Night".

## Hitnoteringen

### Nederlandse Top 40
| Hitnotering: 06-03-1976 t/m 08-05-1976 | Hitnotering: 06-03-1976 t/m 08-05-1976 | Hitnotering: 06-03-1976 t/m 08-05-1976 | Hitnotering: 06-03-1976 t/m 08-05-1976 | Hitnotering: 06-03-1976 t/m 08-05-1976 | Hitnotering: 06-03-1976 t/m 08-05-1976 | Hitnotering: 06-03-1976 t/m 08-05-1976 | Hitnotering: 06-03-1976 t/m 08-05-1976 | Hitnotering: 06-03-1976 t/m 08-05-1976 | Hitnotering: 06-03-1976 t/m 08-05-1976 | Hitnotering: 06-03-1976 t/m 08-05-1976 | Hitnotering: 06-03-1976 t/m 08-05-1976 |
| Week                                   | 1                                      | 2                                      | 3                                      | 4                                      | 5                                      | 6                                      | 7                                      | 8                                      | 9                                      | 10                                     |                                        |
| -------------------------------------- | -------------------------------------- | -------------------------------------- | -------------------------------------- | -------------------------------------- | -------------------------------------- | -------------------------------------- | -------------------------------------- | -------------------------------------- | -------------------------------------- | -------------------------------------- | -------------------------------------- |
| Nummer                                 | 22                                     | 10                                     | 8                                      | 4                                      | 3                                      | 5                                      | 12                                     | 20                                     | 32                                     | 39                                     | uit                                    |

### Nationale Hitparade
| Hitnotering: 06-03-1976 t/m 24-04-1976 | Hitnotering: 06-03-1976 t/m 24-04-1976 | Hitnotering: 06-03-1976 t/m 24-04-1976 | Hitnotering: 06-03-1976 t/m 24-04-1976 | Hitnotering: 06-03-1976 t/m 24-04-1976 | Hitnotering: 06-03-1976 t/m 24-04-1976 | Hitnotering: 06-03-1976 t/m 24-04-1976 | Hitnotering: 06-03-1976 t/m 24-04-1976 | Hitnotering: 06-03-1976 t/m 24-04-1976 | Hitnotering: 06-03-1976 t/m 24-04-1976 |
| Week                                   | 1                                      | 2                                      | 3                                      | 4                                      | 5                                      | 6                                      | 7                                      | 8                                      |                                        |
| -------------------------------------- | -------------------------------------- | -------------------------------------- | -------------------------------------- | -------------------------------------- | -------------------------------------- | -------------------------------------- | -------------------------------------- | -------------------------------------- | -------------------------------------- |
| Nummer                                 | 20                                     | 10                                     | 7                                      | 5                                      | 2                                      | 4                                      | 15                                     | 25                                     | uit                                    |

### NPO Radio 2 Top 2000
| Nummer met noteringen in de NPO Radio 2 Top 2000 | '99  | '00 | '01  |
| ------------------------------------------------ | ---- | --- | ---- |
| Saturday Night                                   | 1896 | -   | 1678 |

1. ↑  Een '-' betekent dat het nummer niet was genoteerd en een vetgedrukt getal geeft de hoogste notering aan.
2. ↑  Deze tabel is bijgewerkt tot en met de laatste editie (2024).